# Jan Blaaser
Jan Dirk Blaaser (Amsterdam, 17 juli 1922 – Lelystad, 28 maart 1988) was een Nederlands cabaretier, acteur en schrijver van liedjes.

## Biografie

### Jeugd en begin
Blaaser was afkomstig uit een theatergeslacht. Zijn grootvader was theaterdirecteur en hij was een neef van de acteurs Riny Blaaser, Jo Vischer jr. en Beppie Nooij jr. Blaaser begon als artiest in het schnabbelcircuit op feesten en partijen en in cabarets. In 1938 begon hij met toneelspelen bij het gezelschap van zijn oom Jan Nooij. Daarna werkte hij onder meer in het theatercafé Saint-Germain-des-Prés van Tom Manders als moppentapper. Hierdoor kreeg hij ook zijn eerste televisieoptreden. Op de radio trad hij op in de programma Tierelantijnen (KRO, 1956-1960) en Hallo ... Volluk! (VARA, 1970).

### Acteercarrière

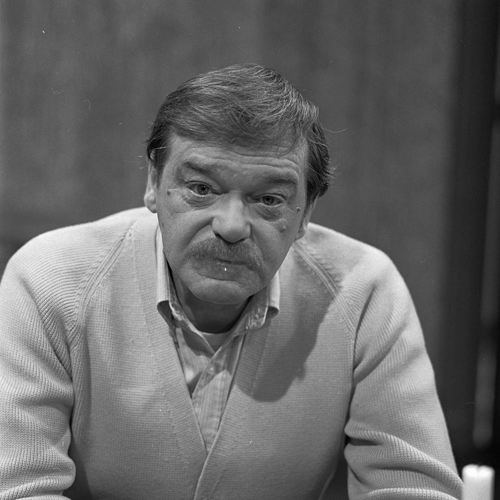
Jan Blaaser als Gerard in de Nederlandse televisieserie Pleisterkade 17 in 1976

Als acteur debuteerde hij in de film Ciske de Rat uit 1955. Twintig jaar later speelde hij de vader van Keetje Tippel in de gelijknamige film van Paul Verhoeven. Daarnaast speelde hij rollen in diverse televisieseries. Zo is hij een van degenen geweest die de rol van burgemeester in Swiebertje vertolkten en was hij te zien in de rollen van Looie Det van Kalkedot en Stormvogel in de kindertelevisieserie Kunt u mij de weg naar Hamelen vertellen, mijnheer? Ook werkte hij als acteur in diverse toneelproducties. Hij speelde in komedies, drama's, volksstukken en kluchten. Tussen 1975 en 1977 speelde Blaaser de rol van Gerard in de succesvolle comedyserie Pleisterkade 17 van Annie M.G. Schmidt.

### Zang, feesten, tournee en quizmaster
Als zanger had Blaaser eind jaren zestig een carnavalshit met het nummer Mijn tante heeft een olifant. Dit nummer werd ook in het Duits, Engels en Frans uitgebracht. In 1969 toerde hij samen met Willy Alberti, Willeke Alberti, Tonny Eyk, Fred Kaps en The Three Jacksons door Australië en Nieuw-Zeeland. Met Joke Bruijs trad Blaaser enige tijd op op personeelsfeesten en verenigingsavonden, nadat hij haar had ontmoet tijdens een optreden in de koepelgevangenis in Breda in 1970. Ook was hij in die periode presentator en quizmaster in het programma Kwis wel, kwis niet. In de jaren tachtig werd hij panellid bij Babbelonië, als vervanger van Jos Brink.
Tevens nam hij deel aan AVRO's Sterrenslag, waarbij hij in 1979 een legendarische strafschop nam. Blaaser wees naar de lucht, waarna doelman Eddy Pieters Graafland omkeek wat er te zien was. Hierna schoot hij de bal richting doel, maar raakte daarbij de doelman precies op de rug, waardoor de bal er alsnog niet inging.

### Cabaret en boek
In 1977 maakte Blaaser de stap naar het cabaret. In verschillende onemanshows in het theater kwam hij als humorist goed uit de verf. Zijn theatershows, Bruin Brood, Bramen Zoeken, Man Alleen en Klapstoel, trokken een breed publiek. De teksten van al zijn voorstellingen schreef hij zelf en ook voor vele andere artiesten en programma's was hij een veelgevraagd schrijver. In 1980 schreef hij een boekje onder de titel Een muis in zee.

### Zeg 'ns Aaa en overlijden
Halverwege de jaren tachtig trad Blaaser toe tot de cast van Zeg 'ns Aaa, waarin hij de vader van Mien Dobbelsteen, een rol van aangetrouwd Nooy-familielid Carry Tefsen, speelde. Toen hij in 1988 plotseling aan een hartaanval overleed, werd hij uit de serie geschreven, als zijnde overleden. Hij woonde bij zijn overlijden op zichzelf in een appartement in Lelystad. Blaaser stierf thuis. Hij werd 65 jaar oud. Hij werd gecremeerd in Crematorium Ölandhorst in Lelystad.

## Familie
Blaaser kreeg drie kinderen uit twee huwelijken, twee zonen uit zijn eerste en een dochter uit zijn tweede. Een van zijn kleindochters is Gaby Blaaser.
In 2023 kwam het boek Jan Blaaser. Dit is mijn vader uit, geschreven door zijn dochter Esther.

## Televisierollen in series
- seizoenen 1962-1966: Stadhuis op stelten
- seizoenen 1967-68 en 1968-69: M'n broer en ik (als een van de broers Kalleman)
- seizoenen 1973-1975: Kunt u mij de weg naar Hamelen vertellen, mijnheer?
- 1972-1973: Het meisje met de blauwe hoed
- 1973-1974: Waaldrecht
- 1974-1975: Kamer 17
- 1975-1975: Klaverweide
- 1975-1977: Pleisterkade 17
- 1977-1978: Hollands Glorie
- 1979-1980: Erik of het klein insectenboek
- 1986-1988: Zeg 'ns Aaa

## Filmrollen
- 1955: Ciske de Rat
- 1960: De zaak M.P.
- 1962: Rififi in Amsterdam
- 1962: De overval
- 1974: De vijf van de vierdaagse (als Johannes Everhart)
- 1975: Keetje Tippel (als de vader van Keetje Tippel)
- 1975: De laatste trein

## Discografie
- 1961 - Toen riep het opperhoofd / Moet je horen - 7"-single - CNR - UH 9527
- 1966- Je blijft lachen / English style - 7"-single - HAVOC - SH 117
- 1970- Toepetje / Opa loopt voorop - 7"-single - POLYDOR - 2050 041
- 1970- Tante heeft een olifant / Wat een club - 7"-single - POLYDOR - 2050 063
- 1970- ... Uit ben je! - 12"-lp - POLYDOR - 2441 001
- 1971- Van harte welkom! / De bond ataat achter u! - 7"-single - ANGB - 45 1197 1
- 1971- Effe lachen! met Jan Blaaser - 12"-lp - POLYDOR - 2441 024
- 1973- Samen met u, hallo!! - Jan Blaaser in zijn Janman show - 12"-lp - POLYDOR - 2441 042
- 1973- Gerrit heeft een pet gekocht / Bij wie, Louis??? - 7"-single - NAP - 2112 022
- 1974- De bal-ade van Govert / Govert weet 't beter (Jan Blaaser als Govert Flinck) - 7"-single - POLYDOR - 2050 323
- 1974- De beste van Blaaser - 12"-lp - POLYDOR - 2482 181
- 1974- Den boer en zijnen vader / Op de heide - 7"-single - DELTA - D 1050
- 1974- Loopt eerst 'ns door de Gouden Gids - 7"-FD - DE GOUDEN GIDS - SHOL 2084
- 1975- Als ik met vakantie ga ... dan gaat het regenen! / Zet je hond niet op de straat - 7"-single - LARK - INS 9518
- 1976- Kom naar Amsterdam / Ik ben een smartlap - 7"-single - NEGRAM - NG 2152
- 1977- Voetballied / Kom naar Amsterdam - 7"-single - NEGRAM - NG 2233
- 1977- Jan en alleman - 12"-lp - NEGRAM - NR 151
- 1981- Bramen zoeken - 12"-lp - POLYDOR - 2441 140

## Liedteksten
- Als je over de veertig bent
- Bertus, proef de snert 'es
- De disc-jockey
- De klaverjasclub
- De romantiek is verdwenen
- De zonsverduistering
- Effe lachen... (Tune)
- Het is mistig langs Amsterdams grachten
- Het lied van de metselaar
- Het statussymbool
- Inbrekersverhaal
- M'n tante heeft een olifant
- Niemand weet (Repelsteeltje)
- Opa is zijn flippertje kwijt
- Opa loopt voorop
- Schoonvaders
- Sneeuwwitje waarom?
- Stel je voor
- Suzy
- The English style
- Toepetje
- Uit ben je
- Uit was U
- Vader is moe
- Wie heeft mijn tekkeltje gezien